# Caix
Caix là một xã ở tỉnh Somme, vùng Hauts-de-France, Pháp.

## Địa lý
Thị trấn này tọa lạc trên đường D28, khoảng 20 dặm Anh về phía đồng nam của Amiens.

## Dân số
| 1962                                                           | 1968 | 1975 | 1982 | 1990 | 1999 | 2004 |
| -------------------------------------------------------------- | ---- | ---- | ---- | ---- | ---- | ---- |
| 719                                                            | 722  | 650  | 611  | 621  | 658  | 706  |
| Số liệu điều tra dân số từ năm 1962, dân số không tính hai lần |      |      |      |      |      |      |